# Spadkobiercy – Ten, kto chce nosić koronę, musi udźwignąć jej ciężar
Spadkobiercy – Ten, kto chce nosić koronę, musi udźwignąć jej ciężar (kor. 상속자들, MOCT: Sangsokjadeul, znana także jako The Heirs) – 20-odcinkowy serial koreański nadawany przez południowokoreańską stację SBS od 9 października do 12 grudnia 2013 roku. Główne role odgrywają w niej Lee Min-ho oraz Park Shin-hye. Serial ukazuje życie najbogatszych, najbardziej uprzywilejowanych licealistów w kraju, których życiowym przeznaczeniem jest przejęcie wielkich korporacji prowadzonych przez ich rodziny. Pomimo wrażenia, że posiadają wszystko o czym każdy by mógł tylko pomarzyć, ich życie często jest pozbawione miłości.
Aktorka  Park Shin-hye otrzymała nagrodę w kategorii najpopularniejsza aktorka na rozdaniu nagród Baeksang Arts w 2014 roku za rolę w tym serialu.
Serial jest dostępny z napisami w języku polskim za pośrednictwem platformy Viki, pod tytułem Spadkobiercy – Ten, kto chce nosić koronę, musi udźwignąć jej ciężar.

## Fabuła
Pozornie, Kim Tan (Lee Min-ho) jest przystojnym spadkobiercą ogromnego koreańskiego konglomeratu, który został wysłany do szkoły w Stanach Zjednoczonych. Tak naprawdę, jest to dla niego rodzaj wygnania, dzięki któremu ma „nie przeszkadzać” swojemu starszemu bratu przyrodniemu, Kim Wonowi (Choi Jin-hyuk) w przejęciu rodzinnego biznesu. W Stanach Kim Tan przypadkowo spotyka Cha Eun-sang (Park Shin-hye), która przyleciała do Ameryki do swojej starszej siostry, potrzebującej pieniędzy na zbliżający się ślub. W tym samym czasie narzeczona Kim Tana, Rachel Yoo (Kim Ji-won), przybywa by namówić go na powrót do Korei. W końcu oboje – Eun-sang i Kim Tan wracają do Korei i tam niespodziewanie znów się spotykają – Kim Tan odkrywa, że Eun-sang jest córką niemej gosposi, która pracuje w jego rodzinnej rezydencji. Powoli Kim Tan zdaje sobie sprawę, że zakochał się w Eun-sang, pomimo różniących ich statusów społecznych. W tym czasie, przyszłemu bratu przyrodniemu Rachel i byłemu przyjacielowi Kim Tana, Choi Young-do (Kim Woo-bin) również zaczyna podobać się Eun-sang.

## Obsada

### Główni bohaterowie
- Lee Min-ho jako Kim Tan[4][5] / Jung Chan-woo jako młodszy Kim Tan – spadkobierca Jeguk Group. Mimo porywczości i czasem niedojrzałego zachowania jest sympatyczny i szczery. Nie ma dobrych relacji ani z ojcem, ani ze swoim starszym bratem, z którym to desperacko próbuje nawiązać przyjaźń. Jest synem kochanki swojego ojca, ale w rejestrze rodzinnym widnieje jako syn drugiej żony, po to, by być uznany za legalnego spadkobiercę. Pomimo bycia zaręczonym z Rachel Yoo, woli przebywać z Cha Eun-sang, w której zakochuje się pomimo sprzeciwu ze strony członków rodziny i jej statusu społecznego.
- Park Shin-hye jako Cha Eun-sang[6][7] – twardo stąpająca po ziemi i cyniczna nastolatka, która oprócz chodzenia do szkoły pracuje dorywczo w kilku miejscach jednocześnie, by zarobić na utrzymanie siebie i matki. Mieszka w rezydencji Kim Tana w pokoju dla służby, jako że jej matka pracuje tam jako gosposia. Jej najlepszym przyjacielem jest Yoon Chan-young, z którym zna się od dzieciństwa. Uczy się w Jeguk High School i pobiera tamtejsze stypendium socjalne.
- Kim Woo-bin jako Choi Young-do[5][8] / Yang Hyun-mo jako młodszy Young-do – spadkobierca Zeus Hotel Group. Jest bardzo inteligentny, ale nie przykłada się do nauki. Znany ze swojego sprytu i przemocy, jest postrachem szkoły dręczącym słabszych. Jego ojciec, Choi Dong-wook jest bezwzględny, surowy i obelżywy wobec niego, często wyzywa go również na sparingi judo by zmusić go do różnych rzeczy. Jako część jego przygotowania do przejęcia rodzinnego biznesu Young-do pracuje jako pomywacz w rodzinnym hotelu. Pomimo wcześniejszej przyjaźni z Kim Tanem, obecnie wzajemnie uprzykrzają sobie życie. Young-do początkowo dokucza Eun-sang by irytować Tana, ale wkrótce zdaje sobie sprawę, że to nie jedyny powód dla którego ciągle o niej myśli.
- Kang Min-hyuk jako Yoon Chan-young – syn sekretarza Jeguk Group. Jest najlepszym przyjacielem Cha Eun-sang, z którą zna się od dzieciństwa. Również uczęszcza do   Jeguk High School i pobiera tamtejsze stypendium socjalne. Jego dziewczyną jest Lee Bo-na.
- Choi Jin-hyuk jako Kim Won[9] – starszy brat Kim Tana.
- Kim Ji-won jako Rachel Yoo[10] – narzeczona Kim Tana. Bogata i dumna spadkobierczyni firmy odzieżowej RS International.
- Krystal Jung jako Lee Bo-na – córka prezesa Mega Entertainment.
- Kang Ha-neul jako Lee Hyo-shin[11] –  syn prokuratora generalnego
- Park Hyung-sik jako Jo Myung-soo – syn prezesa Victory Law Firm.

### Postaci drugoplanowe
- Im Joo-eun jako Jeon Hyun-joo – nauczycielka w Jeguk High School. Dzieli podobną osobowość jak Cha Eun-sang. Hyun-joo przykuwa uwagę Kim Wona, z którym się później spotyka, choć oboje są świadomi że ich związek nie przetrwa. Przez jakiś czas była korepetytorką Lee Hyo-shina.
- Jeon Soo-jin jako Kang Ye-sol – córka byłej kelnerki, posiadającej obecnie 10 największych barów w dzielnicy Gangnam, w Seulu. Jej najlepszą przyjaciółką jest Lee Bo-na, a jej matka jest przyjaciółką biologicznej matki Kim Tana.
- Jo Yoon-woo jako Moon Joon-young – jedna z ofiar Choi Young-do, prześladowany ze względu na swój niski status społeczny.
- Choi Won-young jako Yoon Jae-ho – sekretarz Jeguk Group oraz ojciec Yoon Chan-younga. Stara miłość Esther Lee.
- Yoon Son-ha jako Esther Lee – prezes RS International, matka Rachel Yoo; zaręczona z Choi Dong-wookiem, ojcem Young-do.
- Kim Sung-ryung jako Han Ki-ae – matka Kim Tana.
- Park Joon-geum jako Jeong Ji-sook – dyrektorka Jeguk High School, druga żona Kim Nam-yoona.
- Kim Mi-kyung jako Park Hee-nam – niema gosposia rodziny Kim, matka Eun-sang i Eun-seok.
- Choi Jin-ho jako Choi Dong-wook – prezes Zeus Hotel Group.
- Jung Dong-hwan jako Kim Nam-yoon – prezes Jeguk Group, ojciec Tana i Wona.
- Seo Yi-sook jako matka Hyo-shin
- Ra Mi-ran jako matka Myung-soo
- Choi Ji-na jako Yoo Kyung-ran – matka Young-do.
- Choi Eun-kyung jako matka Ye-sol
- Jung Won-joong jako Lee Chan-hyuk – ojciec Hyo-shin.
- Lee Yeon-kyung jako matka Bo-ny

### Występy gościnne
- Yoon Jin-seo jako Cha Eun-seok „Stella” – starsza siostra Cha Eun-sang (odcinek 1)
- Kim Heechul jako prowadzący program muzyczny (odcinek 4)
- 2EYES jako oni sami (odcinek 4)
- VIXX jako oni sami (odcinek 4)
- BtoB jako oni sami (odcinek 4)
- Wang Ji-won jako Yang Da-kyung – randka w ciemno Kim Wona (odcinek 17, 19-20)
- Lee Hyun-jin jako Lee Hyun-jin – starszy brat Bo-ny (odcinek 19)
- Jung Joo-hee jako prezenter (odcinek 15-16)
- Park Young-ji jako ojciec Da-Kyung